# دوروغوبوج
دوروغوبوج (بالروسية: Дорогобуж) هي إحدى مدن روسيا في الكيان الفدرالي الروسي سمولينسك أوبلاست.